# حمامات نابلس
الحمامات التركية من أشهر المعالم الأثرية و التراثية في نابلس. كان عدد الحمامات التركية في نابلس أكبر من أية مدينة أخرى في فلسطين، حيث كانت تضم عشرة حمامات تركية من أصل 38 متواجدة في كل فلسطين. مع التطور العمراني ووصول المياه الجارية إلى البيوت، تضائلت أهمية الحمامات العامة فهجر بعضها أو تضرر بسبب الإهمال بينما تحولت حمامات أخرى إلى مرافق مختلفة مثل حمام الخليلي وحمام الريشة وحمام الدرجة وحمام القاضي وحمام التميمي وحمام النساء.
يأخذ الحمام في مدينة نابلس الطابع الشامي، ويتجسد ذلك خلال الأغاني الشامية القديمة التي يستقبل بها الزبائن. يستعمل في الحمام قبقاب الخشب، الذي درجت تسميته بقبقاب غوار الطوشة نسبةً للفنان السوري دريد لحام.
من أشهر حمامات نابلس :
- حمام الشفاء
- حمام السُمرة، وهو أصغر حجماً من حمام الشفاء، وسمي كذلك نسبة إلى الطائفة السامرية الموجودة في المدينة، والذين كانوا يستخدمونه بشكل أكبر من غيرهم، وهو موجود في حي السمرة في حارة الياسمينة.
- حمام الدرجة و يوجد خلف الجامع الصلاحي الكبير.
- حمام الخليلي و يوجد في منطقة الشيخ مسلم في حارة الحبلة.
- حمام البيدرة و هو موجود في باب الساحة في حي القصبة.
- حمام الريشة و يقع في باب الساحة أيضاً.
- حمام التميمي و يوجد في خان التجار القديم قرب فندق الياسمين.
- حمام القاضي و يقع قرب جامع الساطون في حارة الياسمينة.